# شيكيغامي

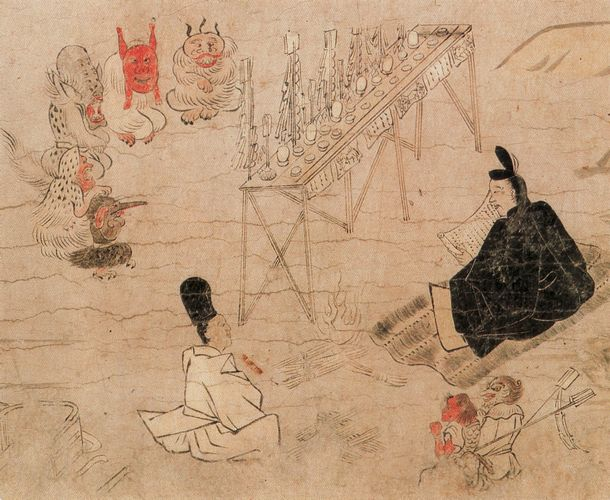
أبي نو سيمي والشيكغامي الخاص به (أسفل اليمين) أمام مجموعة من الأرواح الشريرة المتشبيهة بالإله

شيكيغامي (باليابانية : 式神، تكتب أيضاً باليابانية :  式の神) و تُنطق باليابانية : شيكي نو كامي يعتبر الشيكيغامي جزءاً من الفلكلور الياباني فيطلق هذا المصطلح علي نوع من الإلهة في الثقافة اليابانية المعروفة بالكامي أو تمثيل لنوع من الأشباح أو الأرواح الشريرة أو الجن. ينبع الإيمان بوجود الشيكيجامي من مذهب الأونميودو. وفقًا لتقاليد مذهب الأونميودو، تعد الشيكيجامي رمزًا لقوة أونميوجي لأن الأونميوجي يمكنه استخدام قوة الشيكيجامي بحرية مع قوى سحرية. وقد ارتبطت بـ «اللعنات» منذ آلاف السنين من فترة هييان، وغالبًا ما كانت تُصوَّر على أنه طائر أو طفل في الأدب الياباني والإماكيمونو. بالإضافة إلي ذلك يعد الشيكيغامي شيطان مُسبب، ينشأ من الطبيعة البشرية سواء الخيرة أو الشريرة، ويجب أن تؤدي الأعمال الصالحة لتجنب السوء الذي قد يتسبب به الشيكيغامي يُشار أيضًا إليه بإله كشف الهوية، وسمي في الآدب الياباني، بأسم شيكينوي (شيجي)، وتم الإشارة إليه بأنه نوع من الشياطين التي تسكن الأرض.

## الوصف
تُعد الشيكيجامي كائنات سحرية، تنبض فيها الحياة من خلال طقوس وطلاسم سحر وشعوذة معقد. ترتبط قوتهم بالقوة الروحية لسيدهم، حيث إذا كان المُستدعي جيدًا ولديه خبرة كبيرة بهذه الأعمال، يمكن أن يمتلك الشيكيغامي حيوانات وحتى الأشخاص ويتلاعب بهم كما يريد المُستدعي، ولكن إذا كان المستدعي غير خبير، فقد يخرج شيكيجامي عن السيطرة في الوقت المناسب، تكتسب إرادتها ووعيها ويمكنها حتى مداهمات سيدها وقتلهم للانتقام. عادة ما يتم استحضار الشيكيجامي لممارسة أوامر محفوفة بالمخاطر لأسيادهم، مثل التجسس والسرقة وتعقب العدو. يقال إن الشيكيجامي غير مرئي في معظم الأوقات، ولكن يمكن جعله مرئيًا من خلال ربطه في دمى ورقية صغيرة مطوية ومقطعة ببراعة. هناك أيضًا شيكيجامي الذي يمكن أن يظهر علي هيئة حيوانات.    فبأختصاراً الشيكغامي في الثقافة اليابانية هو الجن أو المردة أو العفاريت في الثقافة العربية أو الشياطين والأشباح في الثقافة الغربية
في الإيزاناجي - ريو (باليابانية: いざなぎ流) الديانة الشعبية، يمكن أن يستحضر الأونيوجي الأكثر تمرساً في المجال نوعًا قويًا للغاية من شيكيجامي يسمى شيكيوجي (باليابانية: 式王子) لجلب الكوارث أو الشياطين التي تسبب المرض. وللأسف الصوفيون المتمرسين لا يمكنهم محاولة استدعاء هذا النوع من الشيكغامي دون المخاطرة فقدان السيطرة عليها نظرا لطبيعتهم الشريرة والوحشية التي تشبه طبيعة مخلوقات الشياطين المعروفة بالأوني.

## في الثقافة الشعبية
تشتمل سلسلة ألعاب الفيديو توّهو بروجيكت Touhou Project على شخصيتين تستندان إلى شيكيغامي وهما ران ياكومو حيث يعد الشيكيغامي هو تشين.
في سلسلة المانجا الشهيرة إينوياشا والأنمي الخاص بها، تتحكم كاهنة الظلام تسوباكي بأثنين من الشيكيجامي تخدمها في مهام مختلفة، مثل رعاية كوهاكو، التي كانت مهمته الأخيرة قبل أن تدمرها بياكويا.
.و حفيد نوراريهيون يظهر ذكر للشيكيجامي
و يعد مانغا تيتو مونوغاتاري، ربما يكون أول عمل روائي حديث لنشر مفهوم الشيكيجامي، يتم وصفهم وعرضهم في أشكال كأوراق ورقية برمز النجمة الخماسية أو رمزين، وقادرون على إتخاذ أشكال مختلفة، وهم شياطين سوداء صغيرة أو كتل من الظلام عديمة الشكل تم منحها عيون بشرية وأفواه.
و في مانغا روزاريو + مصاص الدماء، يمكن لعضو من الأنتيثيسيساستدعاء نوع من شيكيغامي له عين بينما يقوم شيكيغامي آخر بعرض صورة أول صورة يراها في الوقت الفعلي.
في لعبة أر بي جي تايلس أوف سمفونيا، يوجد شيكيجامي استخدمته شينا لإستدعاء فوجيباياشي في أول لقاء بينهما. في الأوفا المبنية علي نفس قصة اللعبة، يستدعي شيكيجامي لإحداث عاصفة من الرياح والوصول إلى مزرعة بشرية بالقرب من لوين، سيلفارانت.
يشار إلى الشيكيجامي في أنمي طوكيو رافينز أيضًا باسم ناتسومي وهاروتورا. عندما تُسرق قواه من قبل ناتسومي ويركز على المعبد لاستعادتها، يعرض هاروتورا أن يكون الشيكغامي الخاص به.
في أنيمي «ناروتو شيبودن» كونان، تستخدم عضو من الأكاتسكي شيكيجامي في رمح (هجوم مدمر يسمى «شيكيجامي نو ماي» وتسمي بـ «رقصة شيكيجامي» في النسخة الإسبانية) وفي عدة جوتسات أخرى، مثل أخرى حيث صنع أجنحة ورقية.
في فيلم المخطوفة، استخدمهم زينيبا Zeniba لمهاجمة هاكو.
في سلسلة 11 عينًا، يستخدم «الأونمويوغي أو ألأوركيليس» السحر لمحاربة الأوني بـ «الشيكيغامي» وتمكن بالتحكم فيه.
في أنيمي «طاردا الأرواح التوأم النجم» يظهر الشيكيجامي كأوصياء على مبدعيهم، ومثال واضح على ذلك هو الثعلب القطة شيكيجامي كيناكو، الذي يمكنه امتلاك أشياء ويتحول إلى تعويذة ليكون دائمًا بجوار مبتكره «بينيو أداشينو».
في لعبة بيرسونا 5 من ملحمة Megami Tensei ، يوجد مخلوق يُدعى "Shiki-Ouji" على أساس مفهوم الشيكيجامي.
في المانجا والأنيمي كاسحة الأشباح ميكامي: معركة الجنة العظيمة !! ، تمتلك ميكو روكودو تحت سيطرتها اثني عشر شيكيجامي يختبئون عادة في ظلها، ويخرجون لإثارة الفوضى كلما شعرت بالخوف أو تنهار بالبكاء.